# ドンホイ

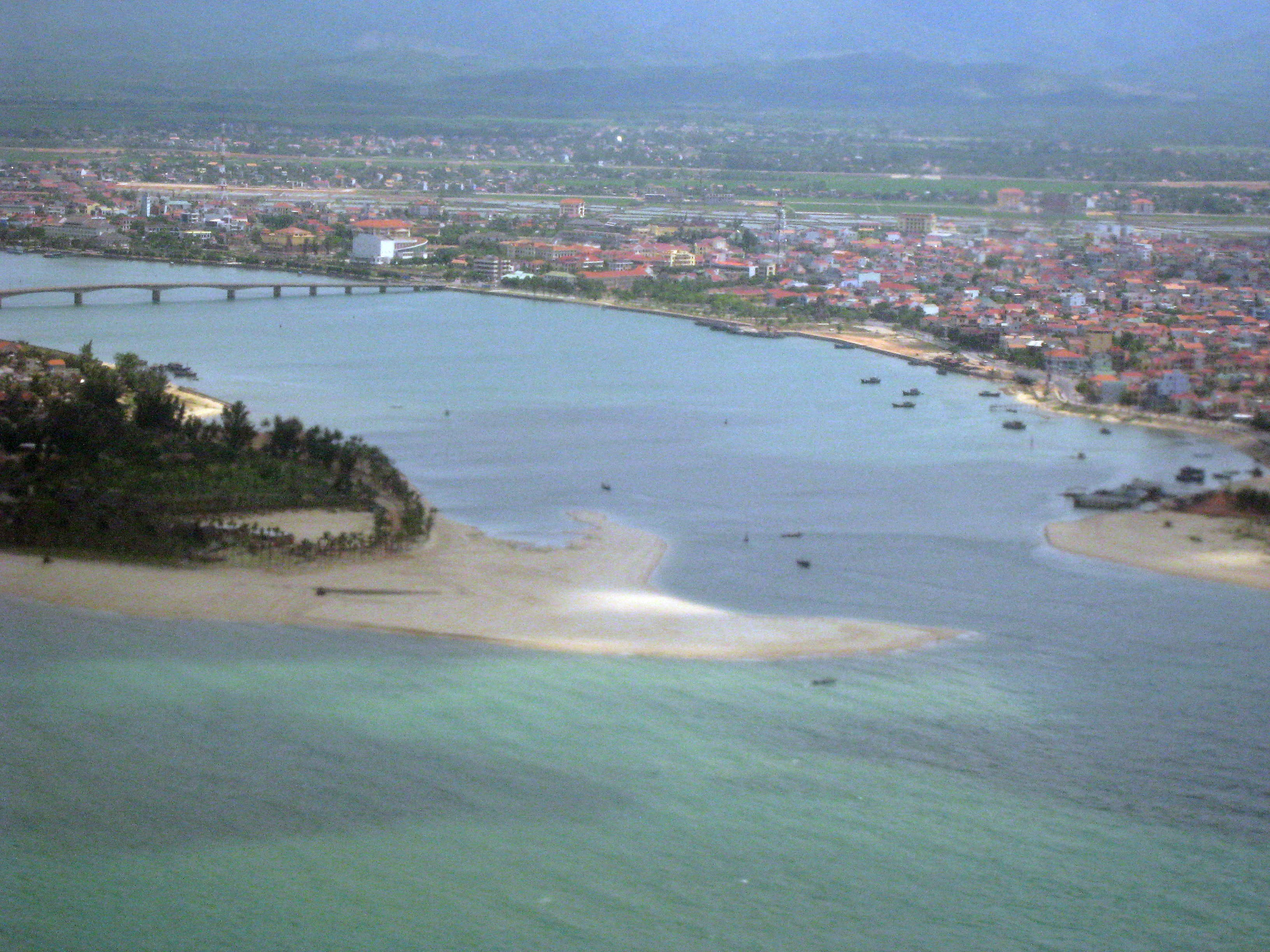
ドンホイ

ドンホイ（ベトナム語：Thành phố Đồng Hới / 城庯洞海  発音）はクアンビン省の省都。人口 103,988 人（2006年）、面積 154.54 平方キロメートル。ドンホイ空港がある。
近年のビーチリゾート開発により、目覚しい発展をとげつつある。フォンニャ＝ケバン国立公園観光の拠点となる町である。"Đồng Hới"は洞海（漢越音："Đỗng Hải"）の越化漢越音である。

## 行政区画
以下の9坊6社を管轄する。
- バクリー坊（Bắc Lý / 北理）
- バクギア坊（Bắc Nghĩa / 北義）
- ドンミー坊（Đồng Mỹ / 洞美）
- ドンフー坊（Đồng Phú / 洞富）
- ドンソン坊（Đồng Sơn / 洞山）
- ドゥクニンドン坊（Đức Ninh Đông / 德寧東）
- ハイタイン坊（Hải Thành / 海城）
- ナムリー坊（Nam Lý / 南理）
- フーハイ坊（Phú Hải / 富海）
- バオニン社（Bảo Ninh / 保寧）
- ドゥクニン社（Đức Ninh / 德寧）
- ロクニン社（Lộc Ninh / 祿寧）
- ギアニン社（Nghĩa Ninh / 義寧）
- クアンフー社（Quang Phú / 光富）
- トゥアンドゥク社（Thuận Đức / 順德）

## 教育
- クアンビン大学

## 交通
- ドンホイ空港
- ベトナム鉄道南北線（統一鉄道） - ドンホイ駅
- 国道1A号線